# S2 (stavba)
S2 je nový prostor Stanice pro současné divadlo a tanec v Žilině-Zárečie na Slovensku. Hrubá stavba byla dokončena v roce 2009. Stavebním poradcem byl nizozemský architekt slaměných domů Tom Rijven. Dne 7. května 2009 proběhl křest stavby jako součást meetingu kulturních center Trans Europe Halles. Od roku 2010 plní S2 svou prostorovou funkci.

## Vznik stavby
Stavba S2 je inspirována zahraničními způsoby stavění. Podstatné prvky návrhu však vzešly od samotných tvůrců Stanice, kteří vytvořili její koncept. Jedná se o ekologickou stavbu, hlavními materiály jsou pivní přepravky pivovaru Černá Hora a sláma. Jedním ze záměrů bylo vytvořit prostor s využitím materiálu, který je snadno k dispozici a nezanechává po sobě žádné neekologické demolice. Stavba vznikala i se zohledněním ekonomických aspektů. Budovatelé se snažili snížit náklady stavby na minimum. Šlo o to poukázat na horentní investice do rekonstrukcí kulturních center, kde pak nezbývaly finanční prostředky na jejich provoz. Proto byl u S2 zvolen obrácený způsob. Další motivací pak byla revitalizace prostoru pod nadjezdem Rondel. Skupina členů Stanice, mladých architektů, umělců, designerů a dobrovolníků, již predestinovala S2 opravou podchodu pro pěší v roce 2005. Samotné přípravy projektu S2 trvaly asi rok a postupně ustupovalo využití klasických technologií. V průběhu příprav docházelo k radám odborníků na slaměné a ekologické stavby. Jedním z hlavních poradců, který se stavby aktivně zúčastnil, byl nizozemský architekt slaměných staveb Tom Rijven, který byl celým konceptem nadšen. Začátkem roku 2009 pak byla zahájena stavba, ovšem bez jakéhokoli stavebního povolení. Potenciální útok na stavbu, z důvodů jejího nelegálního vzniku a provozu, by byl případně bez úhony, vyjma ztráty prosperujícího kulturního prostoru. Veškerý použitý materiál je totiž snadno recyklovatelný a tak by zbourání stavby nezpůsobilo žádný odpad a znečištění okolí.

### Použitý materiál, dopravní a peněžní prostředky
- 3000 přepravek od piva značky Černá Hora
- 800 slaměných balíků
- 10 m³ dřevěných desek
- 60 OSB desek
- 120 starých železničních podvalníků
- 12metrový lodní kontejner
- 2 nákladní automobily jílovité hlíny
- 10 tisíc hřebíků
- 1 km závitových tyčí
- Tisíc matic, spojek a podložek
- 1500 vrutů do dřeva
- 1 nákladní automobil štěrku na vyrovnání terénu
- 1 prodlužovací kabel na přívod elektřiny
- 2 kolečka
- 1 malé lešení
- 10 000 €

## S2 v současnosti
V současné době je prostor S2 stále ve stavebním procesu. Stavba je  živým organismem a jeho kulturní působení je pozdvihováno samotnou stavbou i bez drobných úprav. Neustále se však dolaďují stavební práce a profesionálnější zázemí. V květnu 2010 se podařilo S2 najít sponzora – společnost Smrečina Hofatex, která věnovala velmi kvalitní ekologické izolační desky na bázi dřevěného vlákna, které se použily na zaizolování podlahy a vstupního kontejneru. Stanice se tak vybavila na zimní provoz. Je potřeba dokončit technické zázemí, ale i prostor hlediště. Přesto je S2 ve stavu, ve kterém je možné jeho využití pro mnoho kulturních událostí.